# Фантани (Галац)
Фантани (рум. Fântâni) насеље је у Румунији у округу Галац у општини Никорешти. Oпштина се налази на надморској висини од 200 m.

## Становништво
Према подацима из 2011. године у насељу је живело 726 становника.